# 科羅林
49°46′47″N 23°18′10″E / 49.77972°N 23.30278°E
科羅林（烏克蘭語：Королин），是烏克蘭西部的村莊，隸屬利維夫州的亞沃里夫區。該村始建於1940年，面積0.62平方公里，海拔高度237米，2001年人口153，人口密度每平方公里248.38人。